# Vereinbarung Himmler–Musy
Die Vereinbarung Himmler–Musy, die Anfang 1945 in Bad Wildbad zwischen dem früheren Schweizer Bundespräsidenten Jean-Marie Musy und dem deutschen Reichsführer SS Heinrich Himmler getroffen wurde, ermöglichte die Ausreise von 1200 Juden im Ghetto Theresienstadt in die Schweiz.

## Ablauf
Seine Schuld am Holocaust und den Untergang des nationalsozialistischen Deutschen Reiches vor Augen, versuchte Heinrich Himmler, mit der Rettung von Juden zukünftige Strafen für seine Verbrechen zu mildern. Im Oktober 1944 traf er sich mit dem früheren Schweizer Bundespräsidenten Jean-Marie Musy in Wien. Er bot an, Juden gegen Lastwagen und Geldleistungen über die Schweiz in die Vereinigten Staaten ausreisen zu lassen. 1948 gab Musy die eidesstattliche Erklärung ab, dass Himmler ihm die Zahl von 500.000 Juden genannt hatte. Nach diesem Vorgespräch kam es am 15. Januar 1945 in Bad Wildbad zu einem streng geheimen abschließenden Gespräch zwischen Himmler und Musy. Himmler sagte die Freistellung von Juden zu und beauftragte Franz Göring mit der Durchführung. Alle zwei Wochen sollten 1200 bis 1300 Juden aus den Konzentrationslagern in die Schweiz verbracht und von dort in die USA weitergeleitet werden. Musy hatte zuvor bei Roswell McClelland erreicht, dass der Orthodoxe Rabbinerverband in den USA und Kanada dafür 5 Millionen Schweizer Franken bei einer Schweizer Bank hinterlegte. Als US-amerikanischer Diplomat leitete McClelland von 1940 bis 1944 das American Friends Service Committee in Genf. Ab Januar 1944 war er Repräsentant des War Refugee Board in der Schweiz. Am 22. Januar 1945 wurde Göring von Walter Schellenberg beauftragt, Musy 1200 Juden an der Schweizer Grenze zu überstellen. Die Aktion sollte in der internationalen Presse eine für Deutschland günstigere Stimmung erzeugen.
Unverzüglich setzte Göring sich mit Heinrich Müller und dem Lagerleiter des Ghettos Theresienstadt Karl Rahm in Verbindung. In Begleitung Görings verließ ein Sonderzug mit 17 Schnellzugwaggons Theresienstadt am Nachmittag des 5. Februar 1945. Am Abend kontrollierte die SS in Bauschowitz die Ausweise der 1200 Juden. Der Zug fuhr unbeleuchtet durch die Nacht. In Augsburg befahlen die (immer höflicher werdenden) SS-Männer den jüdischen Waggonleitern, die Judensterne zu entfernen. Nach der Fahrt durch Konstanz wurde der Transport gegen Mitternacht von der Schweizer Armee übernommen. Wichtig war dabei, dass die Abstellgleise und der Abrollberg vom Güterbahnhof Konstanz auf schweizerischem Territorium lagen. Trotz des Kriegs und geschlossener Grenze führte eine breite offene Trasse zahlreicher Gleiskörper in die Schweiz. Nach einem „großartigen Empfang“ in Kreuzlingen trafen die Befreiten am Abend des 7. Februar 1945 in St. Gallen ein. Sie wurden in verschiedenen Orten der Schweiz untergebracht, bis sie in die USA ausreisen durften.
Ernst Kaltenbrunner, Chef des Reichssicherheitshauptamtes (RSHA), meldete diese Aktion Adolf Hitler. Der untersagte nicht nur alle weiteren Aktionen dieser Art, sondern befahl auch, gedrängt von Kaltenbrunner und Joachim von Ribbentrop, die sofortige Hinrichtung aller deutschen Fluchthelfer von Juden oder britischen und amerikanischen Kriegsgefangenen. Dass dieser Transport der einzige blieb, war auch dem Bericht der Neuen Zürcher Zeitung vom 8. Februar 1945 geschuldet. In ihm heißt es, Altbundespräsident Musy habe diese Überführung auf Grund „persönlicher Genehmigung Himmlers“ durchführen können. Im Zusammenstoß mit Hitler begründete der Reichsführer SS sein Handeln mit dem Bedarf an kriegswichtigem Material und Devisen.
In St. Gallen untergebracht wurden die Juden im Hadwigschulhaus, aus dem später die Pädagogische Hochschule St. Gallen hervorging. Im United States Holocaust Memorial Museum sind viele Fotografien aus jener Zeit erhalten.